# De Baak (onderwijsinstelling)
De Baak is een trainingsinstituut die formeel in 1959 werd opgericht vanuit het Centraal Sociaal Werkgeversverbond, een van de voorlopers van het huidige VNO-NCW. De eerste activiteiten stammen reeds uit 1947 en werden gefinancierd vanuit het Marshallplan. Met het idee om het beter én anders te willen doen dan voor de oorlog. De organisatie had een voor die tijd unieke en vooruitstrevende doelstelling: 'Het Verbond wil met eerbiediging van ieders levensovertuiging en politieke opvattingen – in nijverheid, bankwezen, verzekeringswezen, handel en verkeer – werkzaam zijn op het gebied van de arbeid en daarbij streven naar duurzame goede sociale verhoudingen in het bedrijfsleven'. 
De oprichter, Charles Maitland, was gefascineerd door de piramide van Maslow, een manier om menselijke behoeften te ordenen, waarin het hoogste niveau de behoefte aan zelfontplooiing is. De sterke nadruk op de combinatie van persoonlijk en bedrijfsbelang maakte van de onderwijsinstelling een vertegenwoordiger van de humanrelationsbenadering in de organisatiekunde. Naast Charles Maitland speelden ook de antroposoof Bernard Lievegoed en de organisatieadviseur Jan Thale Bout een belangrijke rol bij de ontwikkeling van de instelling.
De oprichter Charles Maitland hecht veel waarde aan een bijzondere leeromgeving die wordt gevoed door elementen uit de kunst, cultuur en natuur. Met dat idee kocht hij het toenmalige Hotel Astrid in Noordwijk. Op 17 juni 1957 werd de locatie officieel in gebruik genomen onder de nieuwe naam 'de Baak'. Het streekwoord voor (vuur)baken oftewel een vuurtoren om de koers van een schip mee te bepalen.
Volgens Maitland was het doel van de Baak niet in de eerste plaats het verschaffen van kennis, maar tweeledig: 1) de ondernemer behulpzaam zijn bij het tijdig inspelen op snelle en ingrijpende veranderingen in de samenleving en 2) de ondernemer en hun naaste medewerkers faciliteiten aan reiken die nuttig zijn voor hun verdere persoonlijke groei.
Met nog steeds een sterke basis in dit gedachtegoed verzorgt de Baak trainingen, maatwerktrajecten en coaching op het gebied van leiderschap en ontwikkeling. Er zijn twee eigen vestigingen in Noordwijk en op Landgoed De Horst in Driebergen-Rijsenburg. Sinds eind 2023 is Steven van Nieuwenhuijzen algemeen directeur van de Baak. Salta Group heeft een belang van 49% in de Baak.
Externe link
- Officiële website